# Württembergische Tn
Die Tenderlokomotiven der Baureihe Tn der Königlich Württembergischen Staats-Eisenbahnen waren  laufachslose Güterzuglokomotiven mit fünf Kuppelachsen. Sie wurden 1925 von der Deutschen Reichsbahn als Baureihe 94.1 in ihren Nummernplan eingeordnet.

## Geschichte
Bis zum Ende der Länderbahnzeit besaß die württembergische Staatsbahn im Gegensatz zu den anderen deutschen Staatsbahnen noch keine fünffach gekuppelte Tenderlokomotive. Erst nach dem Ende des Ersten Weltkriegs wurde 1919 eine derartige Maschine speziell für den Einsatz auf Neben- und Stichbahnen mit leichtem Oberbau, der nur eine Achslast von maximal 13 Tonnen erlaubte, in Auftrag gegeben.
Diese Vorgabe hinsichtlich der Achslast bestimmte die Konstruktion von Anfang an. Es entstand die leichteste und kleinste fünffach gekuppelte Tenderlokomotive Deutschlands.
Die Maschinenfabrik Esslingen lieferte alle dreißig Exemplare der Baureihe zwischen 1921 und 1922 an die Württembergische Staatsbahn aus. Nachdem in Württemberg auf Nebenstrecken höhere Achslasten durch verbesserten Oberbau möglich waren, setzte man die Lokomotiven im Rangierdienst und Schiebedienst ein. Zwei Exemplare standen nach dem Zweiten Weltkrieg als 523.1500 und 523.1501 bei der ČSD in der Tschechoslowakei im Einsatz, sind aber 1948 nach Deutschland zurückgegeben worden.

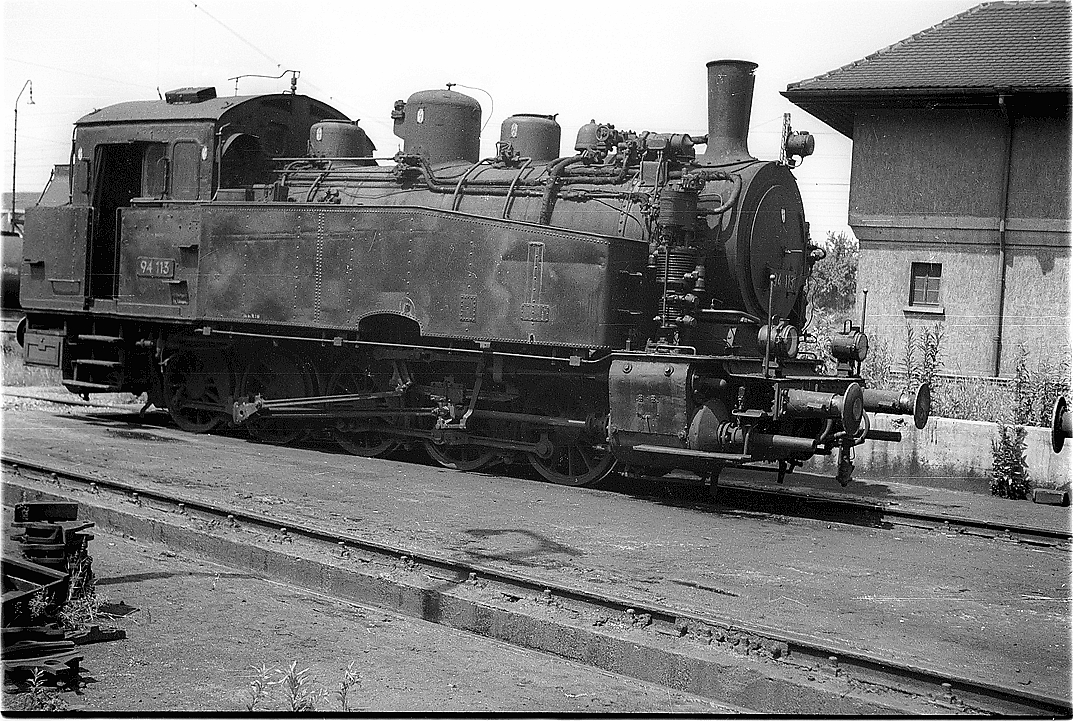
94 113 in Reutlingen 1960

Alle Maschinen kamen so letztlich zur Deutschen Bundesbahn, die sie in den Jahren 1959 bis 1961 ausmusterte. Keine der Lokomotiven ist erhalten geblieben. Die Bahnstrecke Schiltach–Schramberg war die Stammstrecke der 94.1 bis zur Ablösung durch Dieselloks der Reihe V60 und V100 zw. 1959 – 1961. Das letzte Exemplar, die 94 113, fuhr bis 1961 auf der Bahnstrecke Ludwigsburg–Markgröningen und wurde danach in Tübingen verschrottet.

## Konstruktive Merkmale
Die Maschinen waren auf einem aus 20 mm dicken Blechen genieteten Blechrahmen aufgebaut. Die ebenfalls genieteten Kessel verfügten über zwei Langkesselschüsse mit 1.420 bzw. 1.450 mm Durchmesser; auf dem zweiten Kesselschuss war der Dampfdom mit angeflanschten Sicherheitsventilen der Bauart Pop angeordnet. Die Feuerbüchsen fertigte man aus Kupfer; als Überhitzer kam ein Kleinrohrüberhitzer Bauart Schmidt zum Einsatz, mit dem sich Dampftemperaturen über 400 °C erzielen ließen.
Die erste, dritte und fünfte Kuppelachse der Lokomotiven waren um ±22 mm seitenverschiebbar angeordnet, die zweite und vierte Achse hingegen fest im Blechrahmen gelagert. Selbst Kurvenhalbmesser von 100 m wurden ohne Zwängen befahren. Das außen liegende, leicht geneigt angeordnete Zweizylinder-Heißdampf-Triebwerk trieb über ungewöhnlich lange Treib- und Kolbenstangen den vierten Kuppelradsatz an (Länge der Kolbenstange knapp 2 m). Durch den kleinen Raddurchmesser von nur 1.150 mm war die Höchstgeschwindigkeit auf 50 km/h beschränkt.
Die Tn konnten einen 1.050 t schweren Zug in der Ebene mit einer Höchstgeschwindigkeit von 50 km/h befördern. Auf Steigungen von 10 Promille zog die Lok noch 420 t mit 30 km/h.